# Aptostichus barackobamai
Aptostichus barackobamai es una especie de araña migalomorfa del género Aptostichus, familia Euctenizidae. Fue descrita científicamente por Bond en 2012. Lleva el nombre del 44.º presidente de los Estados Unidos, Barack Obama. La especie fue reportada como una de las 33 nuevas especies del género Aptostichus.

## Distribución
Aptostichus barackobamai es una especie endémica de California, y se ha observado en varios lugares de la parte norte del estado. Los lugares particulares donde se sabe que existen poblaciones son los condados de Mendocino, Napa, Shasta, Sutter y Tehama.

## Estado de conservación
Debido a la amplia variedad y abundancia de A. barackobamai, la especie no se considera una especie amenazada en general, aunque algunas poblaciones aisladas (como en Sutter Buttes) pueden ser vulnerables.